# افرات دور
افرات دور (انگلیسی: Efrat Dor زاده ۶ ژانویهٔ ۱۹۸۳) بازیگر اسرائیلی است.
از کارهای معروف او می‌توان بازی در فیلم‌های همسر نگهبان باغ وحش و سرزمین‌های مقدس و فصل‌های ششم و هفتم سریال فلش در نقش ایوا مک‌کالک (Eva McCulloch) را نام برد.

## آغاز زندگی
افرات دور در شهر بئرشبع اسرائیل در خانواده‌ای لهستانی تبار از یهودیان اشکنازی زاده شد، او در حومه شهر امر (omer) به همراه پدر و مادرش که یکی از آنها مهندس و دیگری نویسنده بود و سه برادرش بزرگ شد، مادر مادربزرگ او، پدر مادربزرگ او و عموی مادربزرگ او از یهودیان لهستان بودند که همگی به دست نازی‌ها کشته شدند، مادربزرگ او یکی از بازماندگان کشتار یهودیان به دست نازی‌ها در لهستان است.
افرات دور در دبیرستان اشل حناسی (Eshel Ha'Nasi) در رشته‌های تئاتر و هنرهای دراماتیک تحصیل کرد، او همچنین هنرجوی آموزشگاه عالی رقص بت دور (Bat Dor) در شهر بئرشبع در رشته باله بود، در سال ۲۰۰۱ به نیویورک رفت و هنرجوی آموزشگاه فیلم و تئاتر لی‌استراسبرگ (Lee Strasberg) شد، سپس به اسرائیل بازگشت، افرات دور پس از بازگشت به اسرائیل طبق قانون‌های اسرائیل باید به سربازی می‌رفت اما به سربازی نرفت و آموزش‌هایش را در آموزشگاه هنرهای نمایشی بیت زوی (Beit Zvi) دنبال کرد.
سپس افرات دور چندی به هند رفت و در آنجا با گیاهخواری و یوگا و ویپاسانا و پدیده‌های دیگر فرهنگ هندی آشنا شد که رفتن افرات دور به هند تأثیر فراوانی در زندگی شخصی او داشته‌است، افرات دور پس از بازگشت از هند به اسرائیل بازیگری در فیلم‌های سینمائی و سریال‌های تلویزیونی گوناگون را آغاز کرد.

## بازیگری
افرات دور بازیگری را از سال ۲۰۰۶ تا سال ۲۰۰۹ با بازی در نقش‌های کوچک و نقش‌های مهمان در سریال‌های تلویزیونی اسرائیلی آغاز کرد، سریال‌هائی مانند: دوستان نائور، شاید این بار، زندگی همه چیز نیست، (در نقش مهماندار هواپیما)، برنامه‌ریزی شده، اورشلیم درهم و .....
در سال ۲۰۰۹ در فیلم فوبیدیلیا (Phobidilia) در نقش جسیکا (Jessica) هنرنمائی کرد که این فیلم در همان سال در جشنواره بین‌المللی فیلم برلین به نمایش درآمد، در سال ۲۰۱۰ برای بازی در نقش شیر امبر (Shir Ambar) در سریال تلویزیونی پرنده یا آسفور (Asfur) پذیرفته شد، آسفور که برابر عربی آن عصفور (Osfur) است در زبان عربی دو معنی دارد که یک معنای آن پرنده و معنای دیگر آن گنجشک است، (هم زبان عبری و هم زبان عربی چون از گروه زبان‌های سامی هستند همانندی‌های فراوان دارند.)
در سال ۲۰۱۲ برای بازی در سریال تلویزیونی یک، صفر، صفر (نام دیگر این سریال مرکز شهر است) در نقش یک پلیس زن به نام الکساندرا یودایوف (Alexandra Yudayov) نامزد بهترین بازیگر زن در سریال‌های تلویزیونی شد. در سال ۲۰۱۷ در فیلم همسر نگهبان باغ وحش به کارگردانی نیکی کارو در نقش یک مجسمه‌ساز لهستانی به نام ماگدالنا گراس (Magdalena Gross) همراه با هنرپیشه سرشناس جسیکا چستین هنرنمائی کرد،

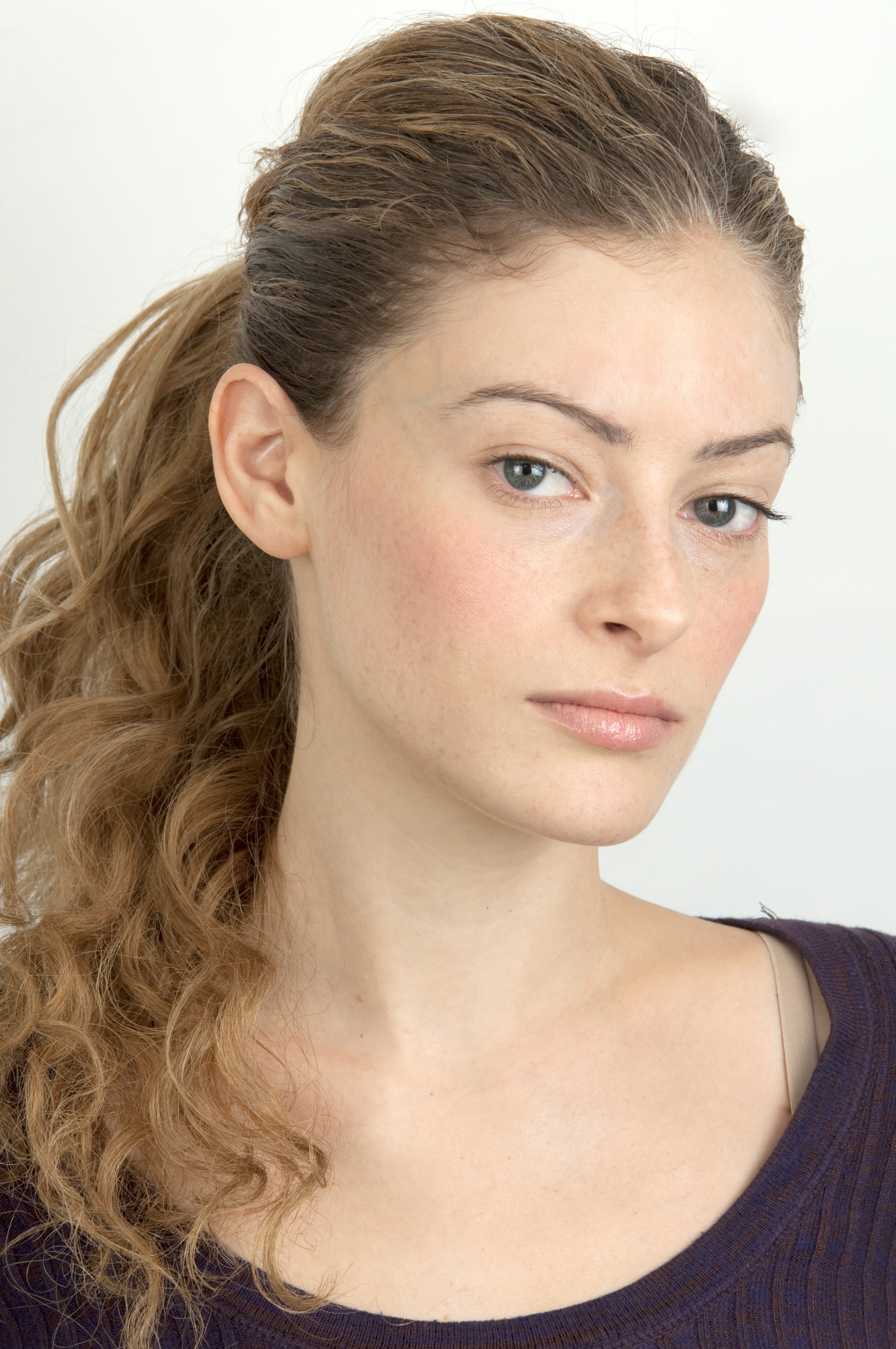
افرات دور در سال ۲۰۱۲

در سال ۲۰۱۷ یکی از ستارگان فیلم انگلیسی زبان فرانسوی سرزمین‌های مقدس در نقش آنابل (Annabelle) شد، در سال ۲۰۱۹ در سریال پیت زرنگ (Sneaky Pete) برای بازیگری در نقش لیزی دلاورنتیس (Lizzie DeLaurentis) ستوده شد و در همان سال بود که برای بازیگری در نقش ایوا مک‌کالک (Eva McCulloch) در فصل ششم و فصل هفتم سریال فلش برگزیده شد.

## زندگی شخصی
افرات دور با کارگردانی به نام موشیک میمون ازدواج کرد اما در ماه دسامبر سال ۲۰۲۰ گزارش شد که این دو از هم جدا شده‌اند که در ماه مارس سال ۲۰۲۳ این جدائی رسمی شد، افرات دور یک دختر و یک پسر دارد، افرات دور از سال ۲۰۱۸ در شهر لس آنجلس در آمریکا زندگی می‌کند، افرات دور علاقه فراوانی به یوگا و پیلاتس دارد.

## فیلم‌شناسیافرات دور
سینما
| سال  | نام فیلم            | نقش           | کارگردان     | نکته                                                                  |
| ---- | ------------------- | ------------- | ------------ | --------------------------------------------------------------------- |
| ۲۰۰۹ | فوبیدیلیا           | جسیکا         |              | فیلمی اسرائیلی                                                        |
| ۲۰۱۳ | موز (کاپ کیک)       | افرات پری     | ایتان فاکس   | فیلمی اسرائیلی                                                        |
| ۲۰۱۷ | همسر نگهبان باغ وحش | ماگدالنا گراس | نیکی کارو    | فیلمی آمریکائی -بریتانیائی                                            |
| ۲۰۱۷ | و سرانجام او رسید   | تامار         |              | فیلمی اسرائیلی                                                        |
| ۲۰۱۷ | سرزمین‌های مقدس      | آنابل         | آماندا استرز | فیلمی فرانسوی - بلژیکی                                                |
| ۲۰۱۹ | موساد               | لیندا هریس    |              | فیلمی اسرائیلی                                                        |
| ۲۰۲۵ | آری!                | یاسمن         | نداو لاپید   | این فیلم در هفتاد و هشتمین جشنواره فیلم کن در سال ۲۰۲۵ به نمایش درآمد |

تلویزیون
| سال         | نام فیلم یا سریال       | نقش               | کارگردان      | نکته                                    |
| ----------- | ----------------------- | ----------------- | ------------- | --------------------------------------- |
| ۲۰۰۶        | دوستان نائور            |                   | نئور سیون     | سریالی اسرائیلی                         |
| ۲۰۰۷        | شاید این بار            |                   |               | سریالی اسرائیلی                         |
| ۲۰۰۷        | زندگی همه چیز نیست      | مهماندار هواپیما  |               | سریالی اسرائیلی                         |
| ۲۰۰۷        | برنامه‌ریزی شده          |                   |               | سریالی اسرائیلی                         |
| ۲۰۱۰ - ۲۰۰۹ | اورشلیم درهم            | هیلا              |               | سریالی اسرائیلی                         |
| ۲۰۱۱ - ۲۰۱۰ | پرنده                   | شیر امبر          |               | سریالی اسرائیلی                         |
| ۲۰۱۱        | ستون‌های دود             | لیرون             |               | سریالی اسرائیلی                         |
| ۲۰۱۵ - ۲۰۱۱ | یک، صفر، صفر (مرکز شهر) | الکساندرا یودایوف |               | سریالی اسرائیلی                         |
| ۲۰۱۵ - ۲۰۱۴ | پری‌های دریائی           | الینور            |               | سریالی اسرائیلی                         |
| ۲۰۱۶        | گلخانه                  | ایرنه             |               | سریالی اسرائیلی                         |
| ۲۰۱۸ - ۲۰۱۷ | آکادمی گلخانه           | میشل والاس        | روئی فلورنتین | سریالی آمریکائی                         |
| ۲۰۱۹        | پیت زرنگ                | لیزی دلاورنتیس    |               | سریالی آمریکائی فصل سوم                 |
| ۲۰۲۲ - ۲۰۱۹ | موتورسیکلت‌های مایاها    | آنا لینارس        |               | سریالی آمریکائی فصل‌های دوم، سوم و چهارم |
| ۲۰۲۱ - ۲۰۲۰ | فلش                     | ایوا مک‌کالک       | گرگ برلانتی   | سریالی آمریکائی فصل‌های ششم و هفتم       |